# Васа Ганчева
Васа Лалева Ганчева е българска режисьорка, сценаристка, телевизионна водеща, медийна анализаторка и критичка, преводачка от шведски език.

## Биография
Родена е в София на 29 април 1946 г. Дъщеря е на видния деец на БЗНС Лалю Ганчев и журналистката Надя Ганчева. Учи известно време история и теория на театъра в Кралския институт в Стокхолм.
Води различни предавания като „С Вас е Васа“ и „Вкусът на живота“. Режисира, пише сценарии и играе в различни филми. Известна с режисирането на новогодишните програми на БНТ в продължение на дълги години. Удостоена с българо-шведската литературна награда „Артур Лундквист“ (1988), връчвана през година от 1988 до 2016 г. съвместно от НДФ „13 века България“, СУ „Св. Климент Охридски“ и посолството на Швеция в България.
Умира на 1 юли 2011 г. в София след тежка коремна операция. Погребана е в Централните софийски гробища.

## Филмография

### Като режисьорка
Документални филми
- „Откъслеци – Любомир Левчев на 70 години“ (2005)
- „Мафията“ (1972)
- „Залог за Анджела“ (1971)

ТВ предавания
- „Всяка неделя“
- „Панорама“

### Като сценаристка
- „Откъслеци – Любомир Левчев на 70 години“ (2005)

### Като актриса
- „Време за жени“ (2006)
- „Ганьо Балкански се завърна от Европа“ (4-сер. тв, реж. Иван Ничев) – мадам Фроса (в 1 серия: IV)
- „14 целувки“ (1997) – Лелята
- „Огледалото на дявола“ (реж. Николай Волев)